# Gagnières
Gagnières är en kommun i departementet Gard i regionen Occitanien i södra Frankrike. Kommunen ligger i kantonen Bessèges som tillhör arrondissementet Alès. År 2022 hade Gagnières 1 095 invånare.

## Befolkningsutveckling
Antalet invånare i kommunen Gagnières
Referens:INSEE